# Cheongju International Airport
Cheongju International Airport är en flygplats i Sydkorea. Den ligger utanför staden Cheongju i den centrala delen av landet, 110 km söder om huvudstaden Seoul. Cheongju International Airport ligger 58 meter över havet.
Terrängen runt Cheongju International Airport är platt åt nordväst, men åt sydost är den kuperad. Runt Cheongju International Airport är det tätbefolkat, med 442 invånare per kvadratkilometer. Närmaste större samhälle är Cheongju-si, 8,9 km söder om Cheongju International Airport. I omgivningarna runt Cheongju International Airport växer i huvudsak blandskog.